# کمپ-لینتفورت
شهر کمپ-لینتفورت (به آلمانی: Kamp-Lintfort) در ایالت نوردراین-وستفالن در کشور آلمان واقع شده‌است.